# Parque nacional de Hat Chao Mai
El Parque nacional marino de Hat Chao Mai (en tailandés, อุทยานแห่งชาติหาดเจ้าไหม) es un área protegida del sur de Tailandia, en los distritos de Sikao y Kantang, de la provincia de Trang. Tiene 230,86 kilómetros cuadrados de extensión. Fue declarado en 1981.
Es un parque nacional marino. Esta zona tiene arrecifes de coral. Desempeña un papel muy significativo en la conservación de la costa de Trang que se extiende a lo largo de 120 km, un punto fuerte de la conservación del dugongo y otras especies amenazadas.